# Simone Velasco
Simone Velasco (Bolonia, 2 de diciembre de 1995) es un ciclista profesional italiano que desde 2022 corre para el equipo Astana Qazaqstan Team.

## Palmarés
2015
- Coppa della Pace
- Ruota d'Oro

2019
- Trofeo Laigueglia[2]
- 1 etapa de la Settimana Coppi e Bartali

2021
- 1 etapa del Tour de Limousin

2023
- 1 etapa de la Vuelta a la Comunidad Valenciana
- Campeonato de Italia en Ruta

## Resultados

### Grandes Vueltas
| Carrera | Carrera         | 2016 | 2017 | 2018 | 2019 | 2020 | 2021 | 2022 | 2023 | 2024 | 2025 |
| ------- | --------------- | ---- | ---- | ---- | ---- | ---- | ---- | ---- | ---- | ---- | ---- |
|         | Giro de Italia  | —    | —    | —    | ―    | —    | —    | ―    | 26.º | 32.º | —    |
|         | Tour de Francia | —    | —    | —    | —    | ―    | —    | 30.º | —    | —    | 38.º |
|         | Vuelta a España | —    | —    | —    | —    | ―    | —    | —    | —    | —    | —    |

—: no participa
Ab.: abandono

### Clásicas y Campeonatos
| Carrera                 | Carrera                 | 2016 | 2017  | 2018 | 2019 | 2020 | 2021  | 2022 | 2023  | 2024 |
| ----------------------- | ----------------------- | ---- | ----- | ---- | ---- | ---- | ----- | ---- | ----- | ---- |
| Strade Bianche          | Strade Bianche          | —    | 78.º  | —    | 41.º | —    | —     | 21.º | 91.º  | 59.º |
|                         | Milán-San Remo          | —    | 110.º | —    | 31.º | 43.º | 93.º  | —    | 47.º  | 25.º |
| Flecha Brabanzona       | Flecha Brabanzona       | —    | —     | —    | 54.º | 81.º | —     | —    | —     | —    |
| Amstel Gold Race        | Amstel Gold Race        | —    | —     | —    | —    | X    | 123.º | —    | 17.º  | 18.º |
| Flecha Valona           | Flecha Valona           | —    | —     | —    | —    | —    | 100.º | 69.º | 79.º  | Ab.  |
|                         | Lieja-Bastoña-Lieja     | —    | —     | —    | —    | —    | 97.º  | 92.º | 19.º  | 34.º |
| Clásica San Sebastián   | Clásica San Sebastián   | —    | —     | —    | —    | X    | —     | 27.º | 28.º  | 72.º |
| Cyclassics Hamburg      | Cyclassics Hamburg      | —    | —     | —    | —    | X    | X     | —    | 40.º  |      |
| Bretagne Classic        | Bretagne Classic        | 59.º | 59.º  | 16.º | —    | —    | —     | 47.º | 28.º  | 11.º |
| Gran Premio de Quebec   | Gran Premio de Quebec   | —    | —     | —    | —    | X    | X     | 29.º | 23.º  |      |
| Gran Premio de Montreal | Gran Premio de Montreal | —    | —     | —    | —    | X    | X     | 32.º | 5.º   |      |
|                         | Giro de Lombardía       | 51.º | 50.º  | 35.º | 86.º | 64.º | —     | 59.º | 104.º |      |
| Mundial en Ruta         | Mundial en Ruta         | —    | —     | —    | —    | —    | —     | —    | 27.º  |      |
| Italia en Ruta          | Italia en Ruta          | 72.º | 27.º  | 46.º | 28.º | 28.º | 20.º  | 15.º | 1.º   | 8.º  |
| Italia Contrarreloj     | Italia Contrarreloj     | —    | 17.º  | —    | —    | —    | —     | —    | 4.º   | —    |

—: no participa
Ab.: abandono

## Equipos
- Bardiani CSF (2016-2017)
- Wilier Triestina/Neri Sottoli (2018-2019)
  - Wilier Triestina - Selle Italia (2018)
  - Neri Sottoli - Selle Italia - KTM (2019)
- Gazprom-RusVelo (2020-2021)
- Astana (2022-)
  - Astana Qazaqstan Team (2022-2024)
  - XDS Astana Team (2025-)